# 博叙冈
博叙冈（法語：Bossugan，法語發音：[bɔsyɡɑ̃]）是法国吉伦特省的一个市镇，属于利布尔讷区。

## 地理
博叙冈（44°47'30"N, 0°2'44"W）面积2.42 平方千米，位于法国新阿基坦大区吉倫特省，该省份为法国西南部沿海省份，是法國本土面积最大的省，北起滨海夏朗德省，西临大西洋，南至朗德省，东南接洛特-加龍省，东临多爾多涅省。
与博叙冈接壤的市镇（或旧市镇、城区）包括：梅里尼亚、皮若勒、吕克、圣佩德卡斯泰特。

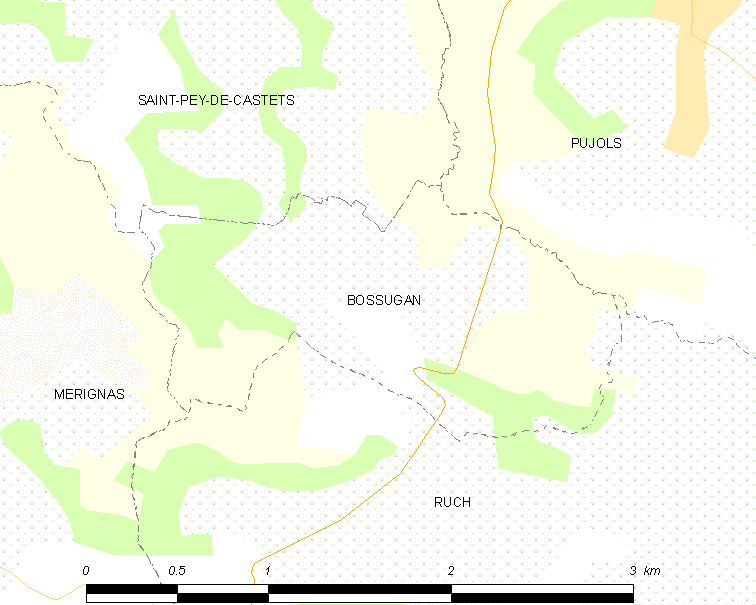
博叙冈的OSM定位图

博叙冈的时区为UTC+01:00、UTC+02:00（夏令时）。

## 行政
博叙冈的邮政编码为33350，INSEE市镇编码为33064。

## 政治
博叙冈所属的省级选区为多尔多涅山丘县。

## 人口

1962-2008年间博叙冈人口变化图示

博叙冈于2022年1月1日时的人口数量为45人。